# Patrick Sève
Patrick Sève, né le 14 mai 1952 à Clichy (Hauts-de-Seine), est un homme politique français, membre du Parti socialiste.

## Biographie
Patrick Sève est notamment député de la 12e circonscription du Val-de-Marne de 1989 à 1993 et de 1997 à 2002 et maire de L'Haÿ-les-Roses de 1992 à 2012.
Le 7 septembre 2011, il est mis en examen pour « octroi d'avantages injustifiés » et « soustraction de fonds publics » dans le cadre d'une enquête sur des marchés publics de L'Haÿ-les-Roses,.
Il est condamné le 1er février 2018 à trois ans de prison avec sursis, trois ans inéligibilité et 15 000 € d’amende par le tribunal de Créteil.

## Détail des fonctions et des mandats
Mandats locaux
- 1983 - 1989 : adjoint au maire de Créteil
- 1992 - 1995 : maire de L'Haÿ-les-Roses
- 1995 - 2001 : maire de L'Haÿ-les-Roses
- 2001 - 2008 : maire de L'Haÿ-les-Roses
- 2008 - 2012 : maire de L'Haÿ-les-Roses
- 1985 - 1992 : conseiller général du Val-de-Marne, élu dans le canton de Créteil-Ouest
- 1994 - 1997 : conseiller général du Val-de-Marne, élu dans le canton de L'Haÿ-les-Roses
- 1994 - 1997 : vice-président du conseil général du Val-de-Marne
- 2004 - 2010 : conseiller régional d'Île-de-France

Mandat parlementaire
- 13 juin 1989 - 1er avril 1993 : député de la 12e circonscription du Val-de-Marne
- 1er juin 1997 - 18 juin 2002 : député de la 12e circonscription du Val-de-Marne